# Sciamadda
 (septembre 2021).

La sciamadda est le nom donné à un petit local de commerce de bouche, typique des Rivieras ligures, où l’on fabrique et consomme avec les doigts de la socca, de la farinata, et de la tourte.
Ces locaux aménagés très simplement sont dotés d’un vieux four à bois, d’un étroit comptoir de zinc ou de marbre et de quelques bancs. Aujourd’hui, les enseignes contemporaines au nom évocateur d’Antica sciamadda résument toute l’ancienneté de cette tradition culinaire.